# William Lygon, 7:e earl Beauchamp
William Lygon, 7:e earl Beauchamp, född 20 februari 1872, död 14 november 1938, son till Frederick Lygon, 6:e earl Beauchamp och lady Mary Catherine Stanhope, var en brittisk liberal politiker.
Han var New South Wales guvernör från 1899 till 1901 och satt i de liberala regeringarna som bland annat Kronrådets lordpresident under Henry Campbell-Bannerman och H.H. Asquith mellan 1905 och 1915. Han var också ledare för det liberala partiet i brittiska överhuset mellan 1924 och 1931.
När hans politiska fiender (inklusive hans svåger, hertigen av Westminster) hotade att offentliggöra hans homosexualitet och hans tvivelaktiga umgänge på släktens gods Madresfield Court och Walmer Castle, valde han att gå i exil. Han sägs vara förebild för lord Marchmain i Evelyn Waughs roman En förlorad värld. Han dog i New York.

## Familj
William Lygon gifte sig 1902 med lady Lettice Grosvenor (1876–1936), dotter till Victor Grosvenor, earl Grosvenor och syster till Hugh Grosvenor, 2:e hertig av Westminster. De skildes 1932.
De fick sju barn, däribland
- William Lygon, 8:e earl Beauchamp (1903–1979), gift med Mona Schiewe
- Hugh Patrick Lygon (1904–1936), sägs ha stått modell för Sebastian Flyte i "En förlorad värld"